# Margaret Amidon
Margaret Agnes Milburn Amidon (21 de enero de 1827-3 de diciembre de 1869) fue una maestra y directora estadounidense.

## Biografía
Nació en Alexandria, Virginia, hija de George y Alice Milburn, la quinta de siete hijos. Sus padres murieron antes de que cumpliera doce años, y fue criada por su madrastra. Fue bautizada en la Nueva Iglesia. Recibió clases particulares y comenzó a ofrecer sus propios servicios de tutoría a los dieciséis años. En 1849 consiguió trabajo en una escuela primaria, en el cuarto distrito de Washington D. C., y también se convirtió a la iglesia Bautista. En 1854 fue ascendida a directora de una escuela secundaria en el distrito, donde enseñaba solo a niñas. Los fines de semana enseñaba en la escuela dominical. En diciembre de 1862, se casó con Hollis Amidon. Murió en 1869 de tuberculosis. Tras su muerte, se publicó un libro conmemorativo: In memoriam. Proceedings commemorative of the life and services of Mrs. Margaret Milburn-Amidon, late principal of the Female grammar school in the Fourth district, Washington city, D.C.
En 1882, se construyó la Escuela Primaria Amidon en el suroeste de Washington en su honor, la cual permaneció abierta hasta 1957. En 2003, el Consejo del distrito de Columbia votó para reconocer el 19 de junio como el «Día de la Ceremonia de Graduación de la Escuela Primaria Amidon» en Washington D. C.